# Parigi-Brest-Parigi

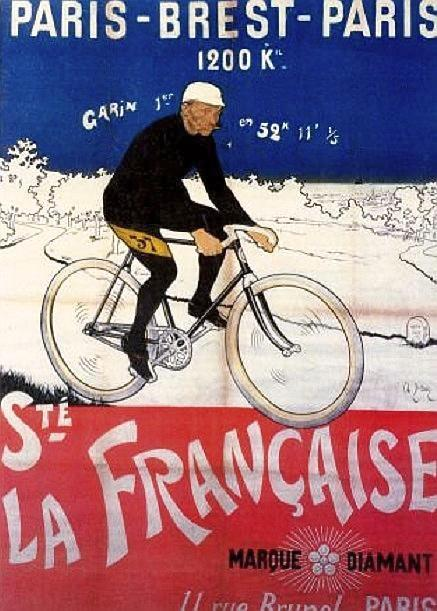
Locandina della gara con raffigurato Maurice Garin

La Paris-Brest-Paris (it. Parigi-Brest-Parigi) è una randonneuring di ciclismo su strada che si svolge tra Parigi e Brest, in Francia.

## Storia
Nacque come gara per professionisti nel 1891, quando venne ideata da Pierre Giffard ed organizzata dal quotidiano "Auto-Vélo". Si svolse ogni dieci anni dal 1891 al 1951, su di una distanza totale di 1200 km.
L'ultima edizione aperta ai professionisti fu quella del 1951, in quanto "L'Équipe", che organizzava l'evento, non trovò più concorrenti.
Dal 1951 è una corsa amatoriale ed è organizzata e disputata ogni quattro anni.
L'ultima edizione finora disputata è stata quella del 2023.

## Albo d'oro

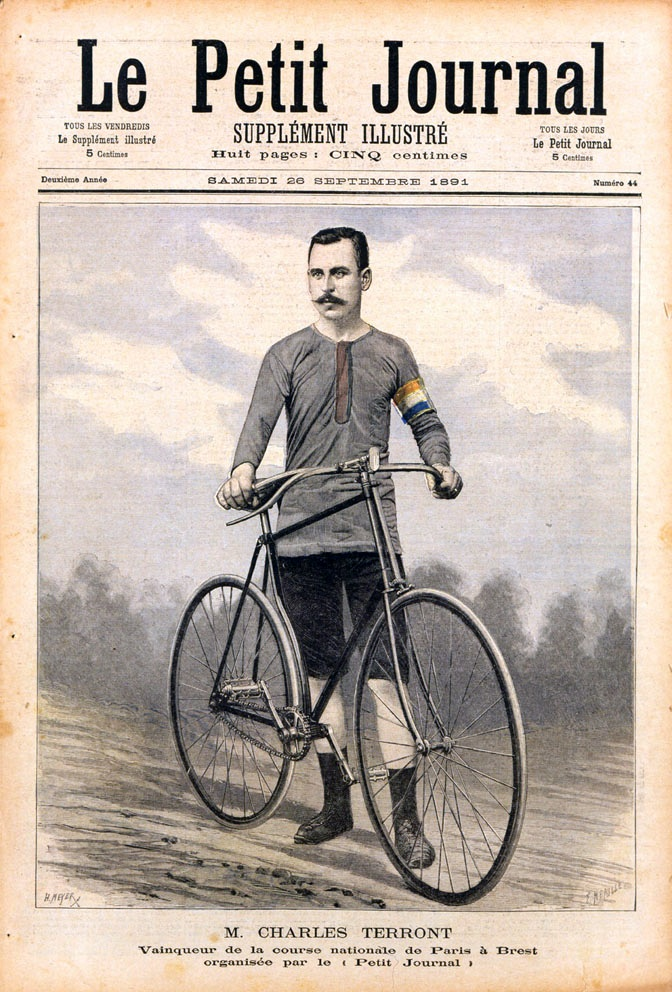
Charles Terront vincitore della prima edizione

Aggiornato all'edizione 1951.
| Anno | Vincitore        | Secondo           | Terzo                 |
| ---- | ---------------- | ----------------- | --------------------- |
| 1891 | Charles Terront  | Pierre Jiel-Laval | Henri Coullibeuf      |
| 1901 | Maurice Garin    | Gaston Rivierre   | Hippolyte Aucouturier |
| 1911 | Émile Georget    | Octave Lapize     | Ernest Paul           |
| 1921 | Louis Mottiat    | Eugène Christophe | Emile Masson sr       |
| 1931 | Hubert Opperman  | Léon Louyet       | Giuseppe Pancera      |
| 1948 | Albert Hendrickx | François Neuville | Mario Fazio           |
| 1951 | Maurice Diot     | Edouard Muller    | Marcel Hendrickx      |

## Dolce
Nel 1891 il pasticciere Louis Durand per commemorare la corsa ciclistica Parigi-Brest-Parigi ha ideato il dolce Paris-Brest.